# Rind Corona
La Rind Corona è una struttura geologica della superficie di Venere.